# Criquetot-l'Esneval
Pour les articles homonymes, voir Criquetot et Esneval.
Criquetot-l'Esneval est une commune française située dans le département de la Seine-Maritime en région Normandie.

## Géographie

### Localisation
| Villainville             | Cuverville          |                             |
| Anglesqueville-l'Esneval | Criquetot-l'Esneval | Écrainville                 |
| Turretot                 | Vergetot            | Saint-Sauveur-d'Émalleville |

Commune de Seine-Maritime au nord-est du Havre, Criquetot-l'Esneval est située dans le pays de Caux.

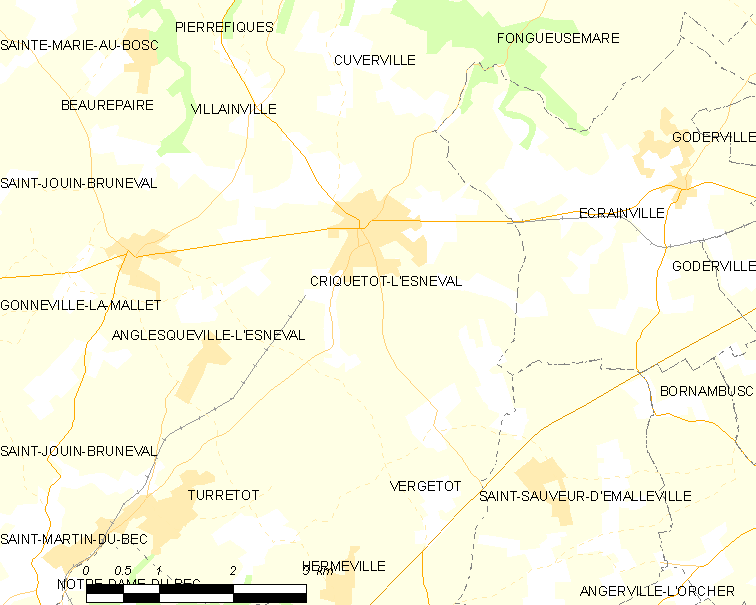
Carte de la commune.
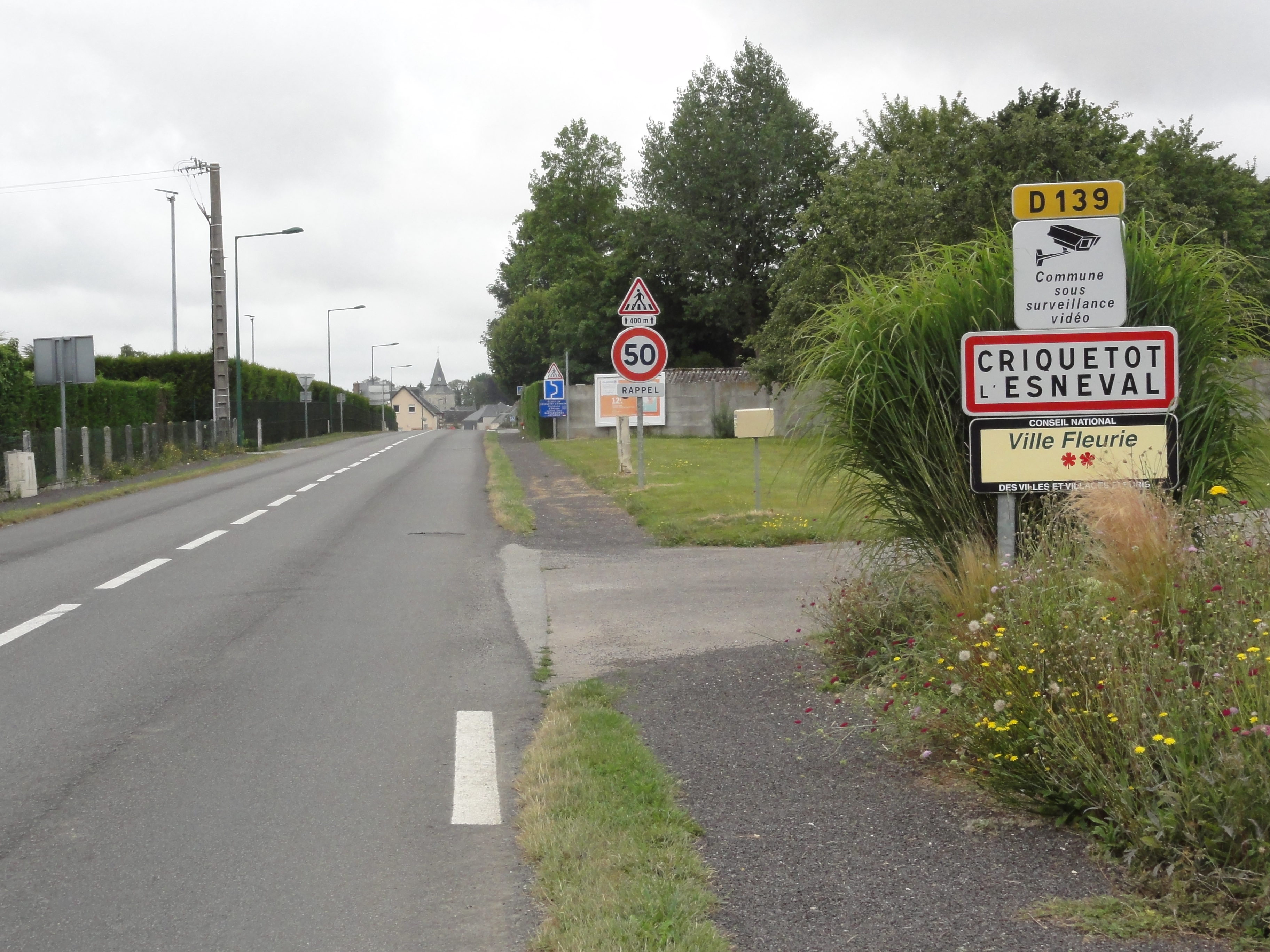
Entrée de l'agglomération.

### Hydrographie
La commune est située dans le bassin Seine-Normandie. Elle n'est drainée par aucun cours d'eau,.

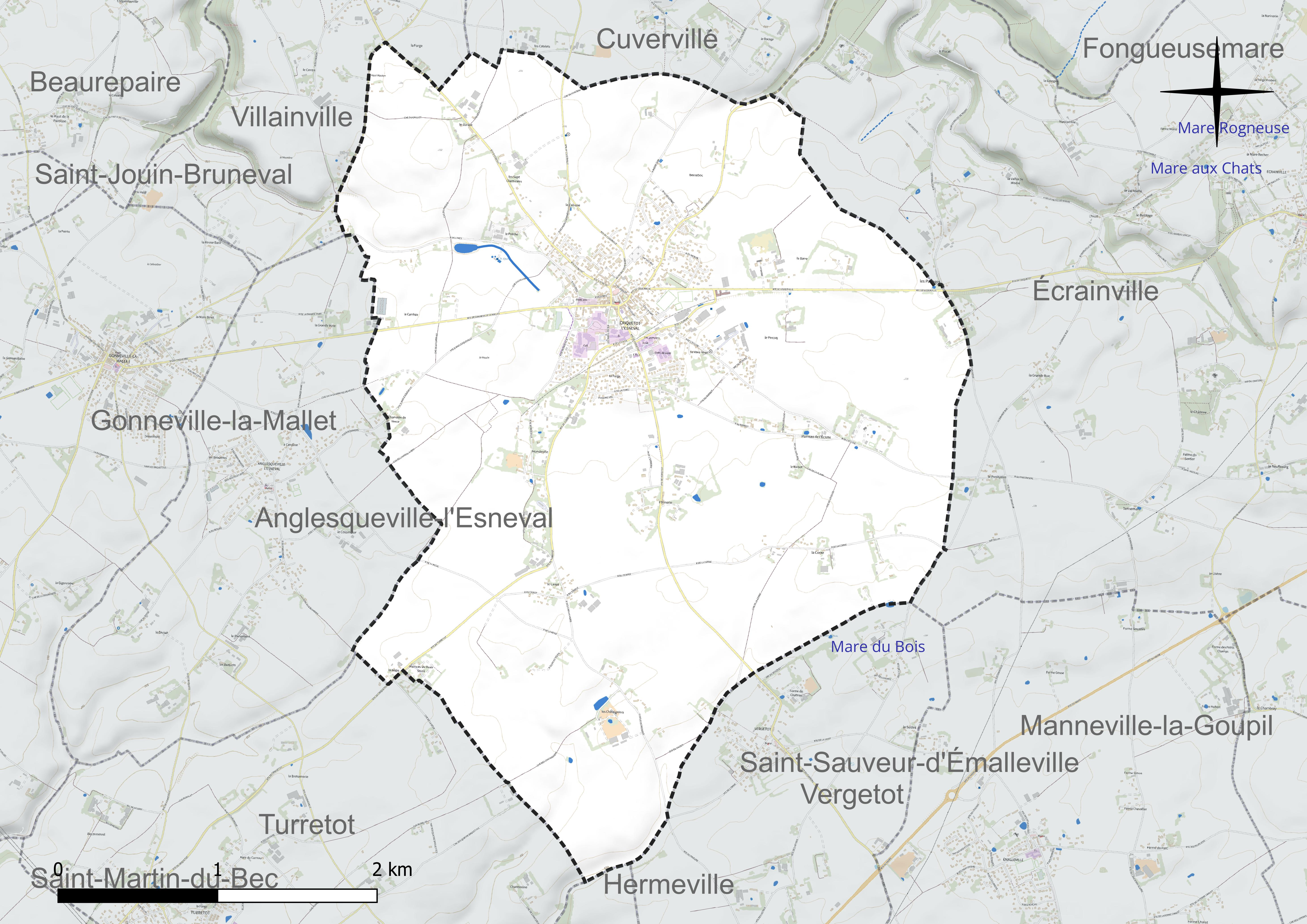
Réseau hydrographique de Criquetot-l'Esneval.

### Climat
Pour des articles plus généraux, voir Climat de la Normandie et Climat de la Seine-Maritime.
En 2010, le climat de la commune est de type climat océanique franc, selon une étude du CNRS s'appuyant sur une série de données couvrant la période 1971-2000. En 2020, Météo-France publie une typologie des climats de la France métropolitaine dans laquelle la commune est exposée à un climat océanique et est dans la région climatique Côtes de la Manche orientale, caractérisée par un faible ensoleillement (1 550 h/an) ; forte humidité de l’air (plus de 20 h/jour avec humidité relative > 80 % en hiver), vents forts fréquents. Parallèlement le GIEC normand, un groupe régional d’experts sur le climat, différencie quant à lui, dans une étude de 2020, trois grands types de climats pour la région Normandie, nuancés à une échelle plus fine par les facteurs géographiques locaux. La commune est, selon ce zonage, exposée à un « climat maritime », correspondant au Pays de Caux, frais, humide et pluvieux, légèrement plus frais que dans le Cotentin.
Pour la période 1971-2000, la température annuelle moyenne est de 10,3 °C, avec une amplitude thermique annuelle de 12,9 °C. Le cumul annuel moyen de précipitations est de 994 mm, avec 13,3 jours de précipitations en janvier et 8,8 jours en juillet. Pour la période 1991-2020, la température moyenne annuelle observée sur la station météorologique la plus proche, située sur la commune de Octeville-sur-Mer à 14 km à vol d'oiseau, est de 11,5 °C et le cumul annuel moyen de précipitations est de 790,7 mm,. Pour l'avenir, les paramètres climatiques de la commune estimés pour 2050 selon différents scénarios d'émission de gaz à effet de serre sont consultables sur un site dédié publié par Météo-France en novembre 2022.

## Urbanisme

### Typologie
Au 1er janvier 2024, Criquetot-l'Esneval est catégorisée bourg rural, selon la nouvelle grille communale de densité à sept niveaux définie par l'Insee en 2022.
Elle appartient à l'unité urbaine de Criquetot-l'Esneval, une unité urbaine monocommunale constituant une ville isolée,. Par ailleurs la commune fait partie de l'aire d'attraction du Havre, dont elle est une commune de la couronne,. Cette aire, qui regroupe 116 communes, est catégorisée dans les aires de 200 000 à moins de 700 000 habitants,.

### Occupation des sols
L'occupation des sols de la commune, telle qu'elle ressort de la base de données européenne d’occupation biophysique des sols Corine Land Cover (CLC), est marquée par l'importance des territoires agricoles (91,2 % en 2018), en diminution par rapport à 1990 (92,7 %). La répartition détaillée en 2018 est la suivante : 
terres arables (74,8 %), prairies (14,5 %), zones urbanisées (8,8 %), zones agricoles hétérogènes (2 %). L'évolution de l’occupation des sols de la commune et de ses infrastructures peut être observée sur les différentes représentations cartographiques du territoire : la carte de Cassini (XVIIIe siècle), la carte d'état-major (1820-1866) et les cartes ou photos aériennes de l'IGN pour la période actuelle (1950 à aujourd'hui).

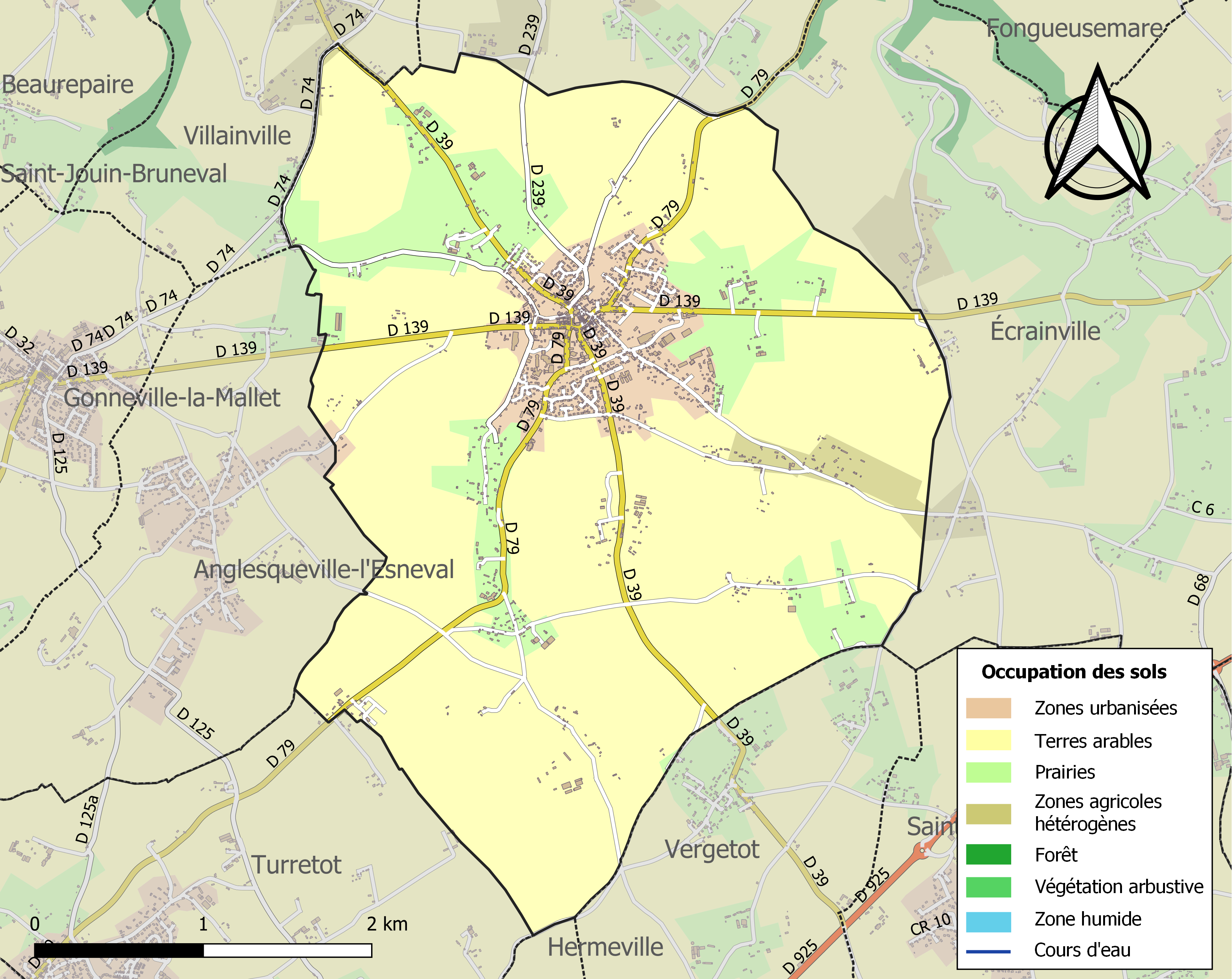
Carte des infrastructures et de l'occupation des sols de la commune en 2018 (CLC).

## Toponymie
Le nom de la localité est attesté sous la forme Criketot en 1195, Criketot le Vennesval en 1198, Criquetot l'Esneval en 1396 (Archives départementales de la Seine-Maritime, Tab. Rouen reg. 6 f. 219 v.).
Il s'agit d'un type toponymique médiéval issu de l'ancien scandinave et composé des éléments kirkja « église » (cf. anglais dialectal kirk et norvégien kirke) et topt, toft « emplacement, terrain » (cf. scandinave moderne toft).
Homonymie avec Criquetot-le-Mauconduit, Criquetot-sur-Ouville et Criquetot-sur-Longueville, équivalents du nom commun féroïen kirkjutoft et islandais kirkjutótt et des noms de lieux anglais Kirketoftes, Cockerington, Lincolnshire, Kirketoftes XIIIe siècle et Kirketoftes, f.n., YWR. Kirketoftes, Kyrketoftes en 1365).
L'appellatif kirkja se retrouve également dans les nombreux Criquebeuf (en composition avec le norrois de l'est *bóð, variante de l'ouest búð « baraque, village ») et dans Yvecrique et la Crique.
Le déterminant complémentaire -L’Esneval se réfère à la famille seigneuriale du même nom: les barons d’Esneval, dont le manoir se situait à Pavilly, au bord de l’Esne (*Esne-val). Cependant, les formes les plus anciennes relevées au Moyen Âge, à savoir : In Criketot le Vennesval, 1198 ; Apud Criquetot, assensu domini mei R. de Wesneval, sans date  et Criquetot dom. de Hoisneval, vers 1240 s'opposent à l’interprétation du nom de personne Esneval comme un *Esne-val. Au contraire, le passage du W- à V- est régulier à partir du XIIe siècle dans le dialecte normand et l'amuïssement complet de W(e)- / W(i)- > -∅ fréquemment observé dans la toponymie normande cf. Elbeuf (Wellebuoth-[sur-Seine] 1070-1081) ou Illeville-sur-Montfort (Willervilla / Willevilla au XIIIe siècle ; Villevilla 1266).
Au cours de la Révolution française, la commune porta provisoirement le nom de La Hauteur.

## Histoire

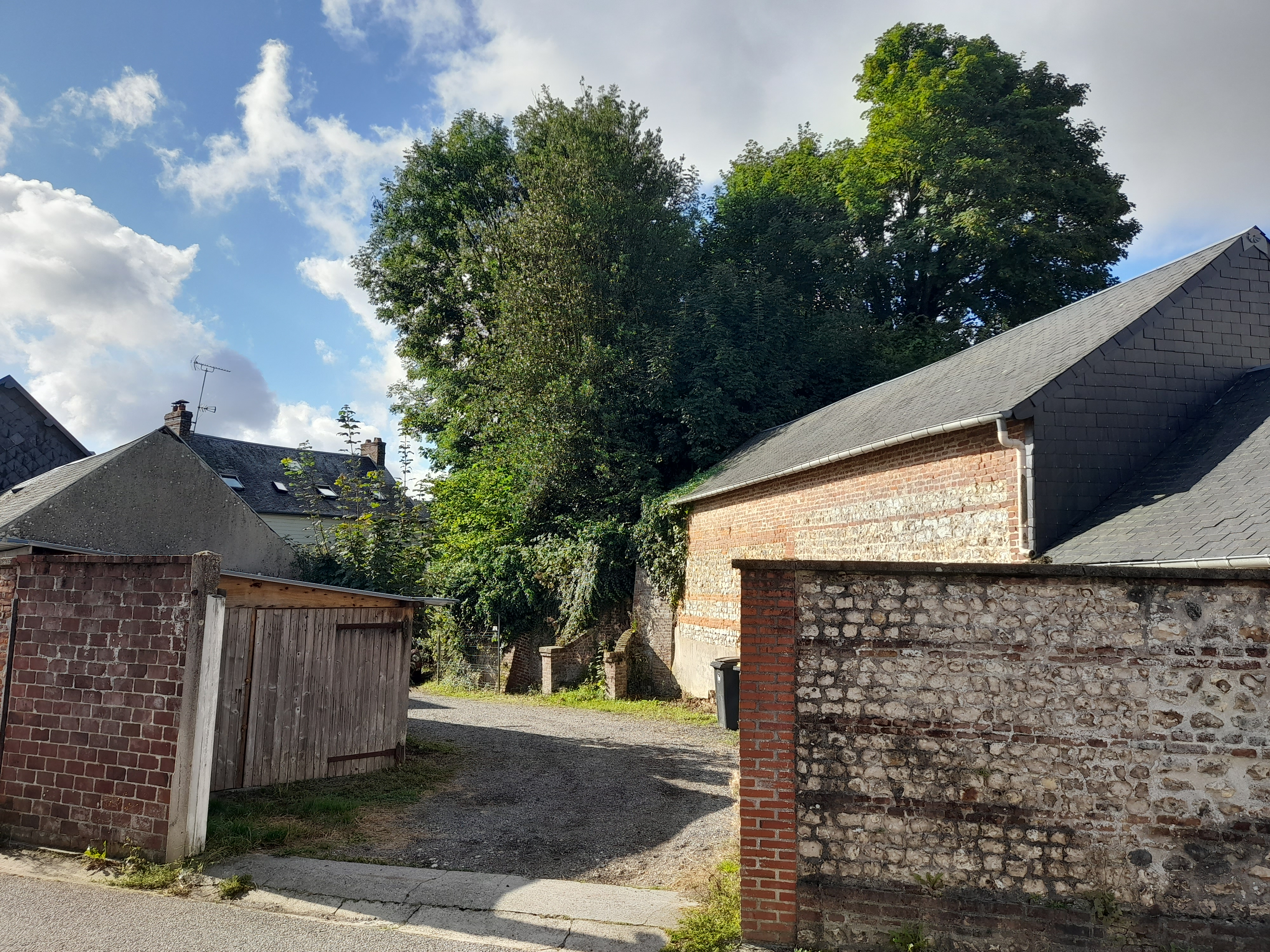
Photographie de la motte féodale de Criquetot-l'Esneval prise le 7 août 2024.

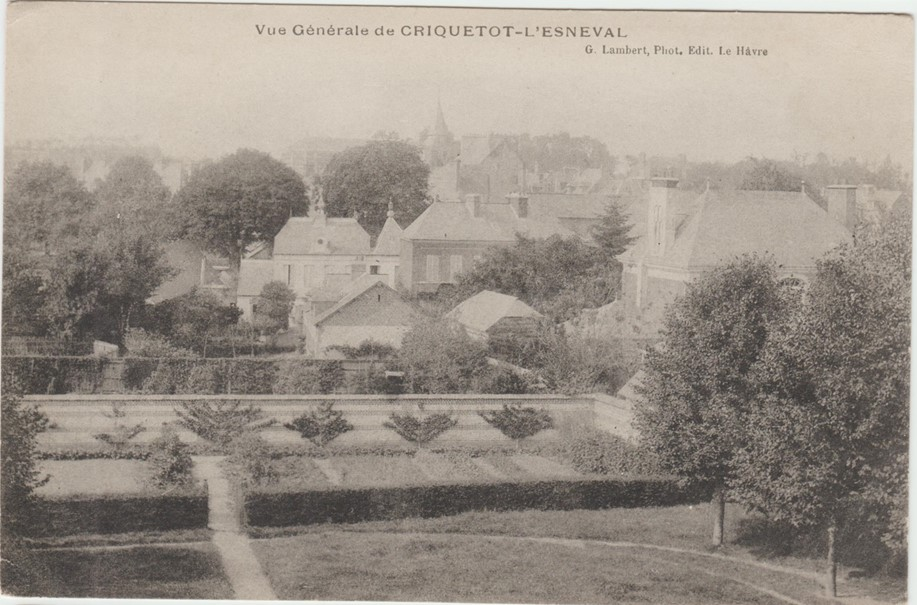
Photographie ancienne d'une vue générale de Criquetot-l'Esneval

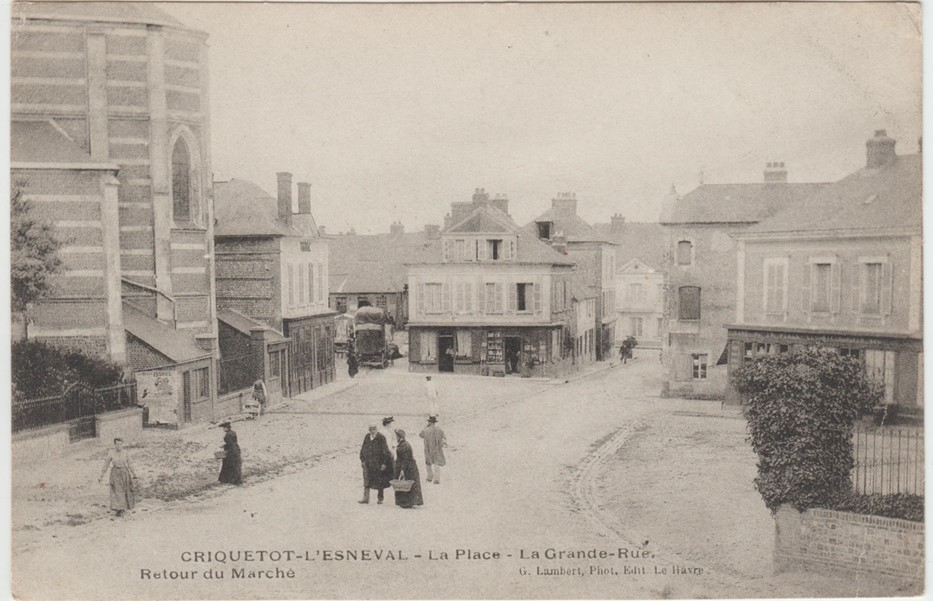
Photographie ancienne de la grand-rue de Criquetot-l'Esneval.

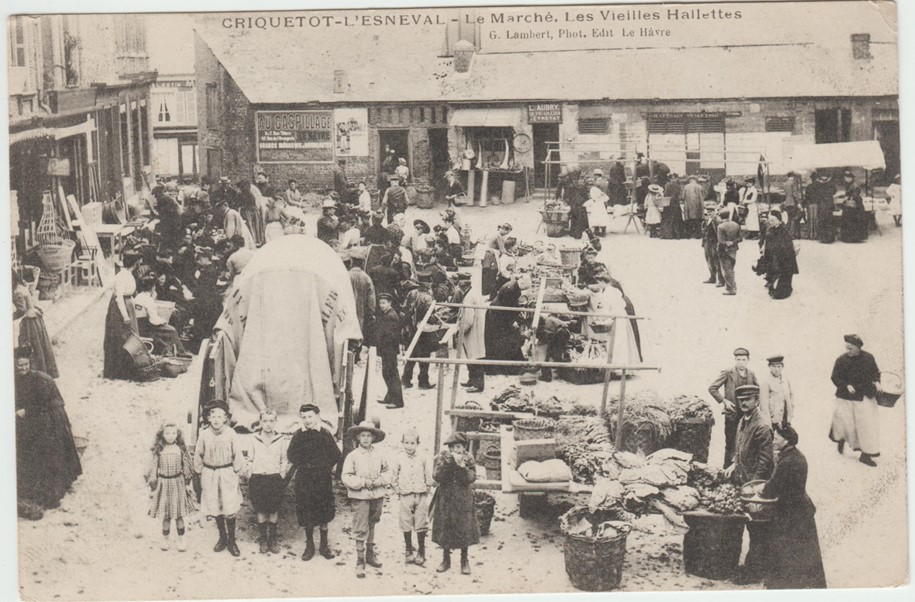
Photographie ancienne figurant le marché et les vieilles hallettes de Criquetot-l'Esneval

### Contexte géographique
Le bourg de Criquetot-l’Esneval se trouve au point de rencontre de routes d’importances diverses : chemin de grande communication no 139 de Lillebonne à Antifer, no 39 de Tancarville à Étretat, no 79 d’Octeville à Fécamp. Ces voies ont toutes et, en particulier la dernière citée, des origines fort anciennes. La voie romaine joignant Harfleur à Fécamp passait non loin du tumulus situé au centre du bourg et ce seul fait permet de supposer comment est né le village et comment il a grandi. La région où se trouve Criquetot était une zone de passage des échanges entre ce qui est l’Angleterre et le Sud de la Gaule, avec une industrie du bronze sur les rives de la Seine à Sandouville. L’étain venait par mer dans les ports d’Étretat et d’Yport, puis gagnait la Seine par portage au travers du plateau. Le village de Criquetot se trouvait bien près de l’un de ces sentiers et a pu être un lieu étape ou de refuge pour les marchands, et point de surveillance, étant donné l’altitude du lieu.

### Données factuelles

#### Préhistoire
la présence de l’homme à Criquetot-l’Esneval remonte à la Préhistoire ; la mise au jour de haches en pierre polie entre le manoir de Mondeville et la ferme de l’Écluse, de haches en bronze dans cette même partie de la commune, indique d’une manière certaine le passage d’humains et, probablement, leur séjour sur le territoire.

#### Antiquité
Une fouille archéologique au lieu-dit Le Beuzebosc qui a donné des résultats très modestes, a cependant révélé une occupation (au sens archéologique) rurale gauloises et antiques dont le cœur peut se situer hors de l’emprise étudiée.
Le plus ancien monument, appelé « chasteau » est la motte de terre toujours visible dans le jardin de monsieur Golain, du journal de Criquetot. Cette butte de terre de construction artificielle constituait l’un des nombreux postes de surveillance militaire, destinés à protéger les voies de communication.

#### Moyen Âge
Une église romane est bâtie à Criquetot-l'Esneval au XIe siècle. Seule la tour du clocher demeure de ce premier édifice. Reconstruite en 1848 après un incendie, l'église conserve les transepts qui avaient été ajoutés en 1535.
Louis XI édifie le marché du village en 1476, Charles IX séjourne en 1563 au camp d’Azelonde, venant assiéger le Havre alors occupé par les Anglais. La région est un important foyer protestant durant le XVIe siècle. Criquetot est le centre de la baronnie jusqu’au XVIe siècle.

#### Époque classique
Le château a été édifié au début du XVIIe siècle par la famille de Prunelay, au moment où le domaine a été détaché de la baronnie d'Esneval. Les seigneurs de Criquetot y résident jusqu'en 1789. De 1606 à 1654, le patronage de Criquetot est aux mains de Claude de Prunelay. Maximilien Dastron est le dernier seigneur de Criquetot-l’Esneval, seul héritier des terres de ses aïeux, de 1762 à 1789, date à laquelle il dut partir à la Révolution, pour mourir à Rouen en 1806.

#### Temps modernes
L’Empire établit une brigade de gendarmerie de cinq hommes à pied en 1804 dont demeure l'ancien siège de la gendarmerie. Jean-Baptiste Maximilien Fiquet, notaire et maire de Criquetot presque sans interruption entre 1833 et 1854, entreprend de faire édifier une mairie servant aussi de tribunal à la justice de paix. Il se substitue à la commune en finançant personnellement la construction de ce bâtiment, achevé en 1839, face à la halle au blé et à la porte de l’ancien manoir seigneurial.

## Politique et administration
| Période                                  | Période                    | Identité           | Étiquette | Qualité |
| ---------------------------------------- | -------------------------- | ------------------ | --------- | --- |
| Les données manquantes sont à compléter. |                            |                    |           | |
|                                          |                            | Léon Acher         |           | |
| Les données manquantes sont à compléter. |                            |                    |           | |
| 1945                                     | décembre 1956              | Marcel Edouard     |           | Décédé en fonction |
| décembre 1956                            | mars 1959                  | Georges Leseigneur |           | |
| mars 1959                                | décembre 1966              | Paul Edouard       |           | Fils de Marcel Edouard Décédé en fonction |
| janvier 1967                             | juin 1973                  | Georges Chedru     | RI        | Agriculteur Député de la 5e circonscription de la Seine-Maritime (1966 → 1973) Conseiller général du canton de Criquetot-l'Esneval (1945 → 1973) Démissionnaire            |
| juin 1973                                | mars 1977                  | Raymond Decultot   |           | |
| mars 1977                                | 2005                       | Charles Spriet     | DVD-UDF   | Démissionnaire |
| 2005                                     | En cours (au 10 août 2020) | Alain Fleuret      | DVD       | Retraité Vice-président de la CC du canton de Criquetot-l'Esneval (2014 → 2019) Vice-président de la CU Le Havre Seine Métropole (2020 → ) Réélu pour le mandat 2020-2026, |

## Démographie
L'évolution du nombre d'habitants est connue à travers les recensements de la population effectués dans la commune depuis 1793. Pour les communes de moins de 10 000 habitants, une enquête de recensement portant sur toute la population est réalisée tous les cinq ans, les populations de référence des années intermédiaires étant quant à elles estimées par interpolation ou extrapolation. Pour la commune, le premier recensement exhaustif entrant dans le cadre du nouveau dispositif a été réalisé en 2005.

En 2022, la commune comptait 2 578 habitants, en évolution de +0,39 % par rapport à 2016 (Seine-Maritime : +0,35 %, France hors Mayotte : +2,11 %).
| 1793  | 1800  | 1806  | 1821  | 1831  | 1836  | 1841  | 1846  | 1851  |
| ----- | ----- | ----- | ----- | ----- | ----- | ----- | ----- | ----- |
| 1 442 | 1 660 | 1 782 | 1 328 | 1 492 | 1 498 | 1 455 | 1 376 | 1 380 |

| 1856  | 1861  | 1866  | 1872  | 1876  | 1881  | 1886  | 1891  | 1896  |
| ----- | ----- | ----- | ----- | ----- | ----- | ----- | ----- | ----- |
| 1 480 | 1 483 | 1 546 | 1 497 | 1 446 | 1 388 | 1 407 | 1 424 | 1 414 |

| 1901  | 1906  | 1911  | 1921  | 1926  | 1931  | 1936  | 1946  | 1954  |
| ----- | ----- | ----- | ----- | ----- | ----- | ----- | ----- | ----- |
| 1 364 | 1 367 | 1 360 | 1 323 | 1 295 | 1 287 | 1 311 | 1 415 | 1 347 |

| 1962  | 1968  | 1975  | 1982  | 1990  | 1999  | 2005  | 2006  | 2010  |
| ----- | ----- | ----- | ----- | ----- | ----- | ----- | ----- | ----- |
| 1 289 | 1 253 | 1 386 | 1 663 | 1 979 | 2 149 | 2 202 | 2 205 | 2 337 |

| 2015  | 2020  | 2022  | - | - | - | - | - | - |
| ----- | ----- | ----- | - | - | - | - | - | - |
| 2 523 | 2 563 | 2 578 | - | - | - | - | - | - |

## Culture locale et patrimoine

### Lieux et monuments
- L'église Notre-Dame-de-l'Assomption de Criquetot-l'Esneval. Cet édifice hétérogène a conservé son clocher originel du XIe siècle et ses deux chapelles latérales du XVIe formant autrefois transept. Reconstruite en 1848, le reste du chœur et le clocher, antérieurement situé à la croisée deviennent l'entrée et le narthex prolongés par la nef en brique qui se termine à son extrémité occidentale par un chevet polygonal[31],[32]. Elle abrite trois grand tableaux d'église dont deux sont inscrits sur la base Palissy[33],[34], deux de ses sculptures font également l'objet d'une inscription[35],[36].
- Le manoir de l'Écluse et son colombier[37],[38].
- Le manoir d'Azelonde a été détruit[39].
- L'ancienne gare de Criquetot-l'Esneval.
- La motte féodale. Trois mottes castrales étaient encore connues en 1840[40].
- L'ancienne gendarmerie impériale.

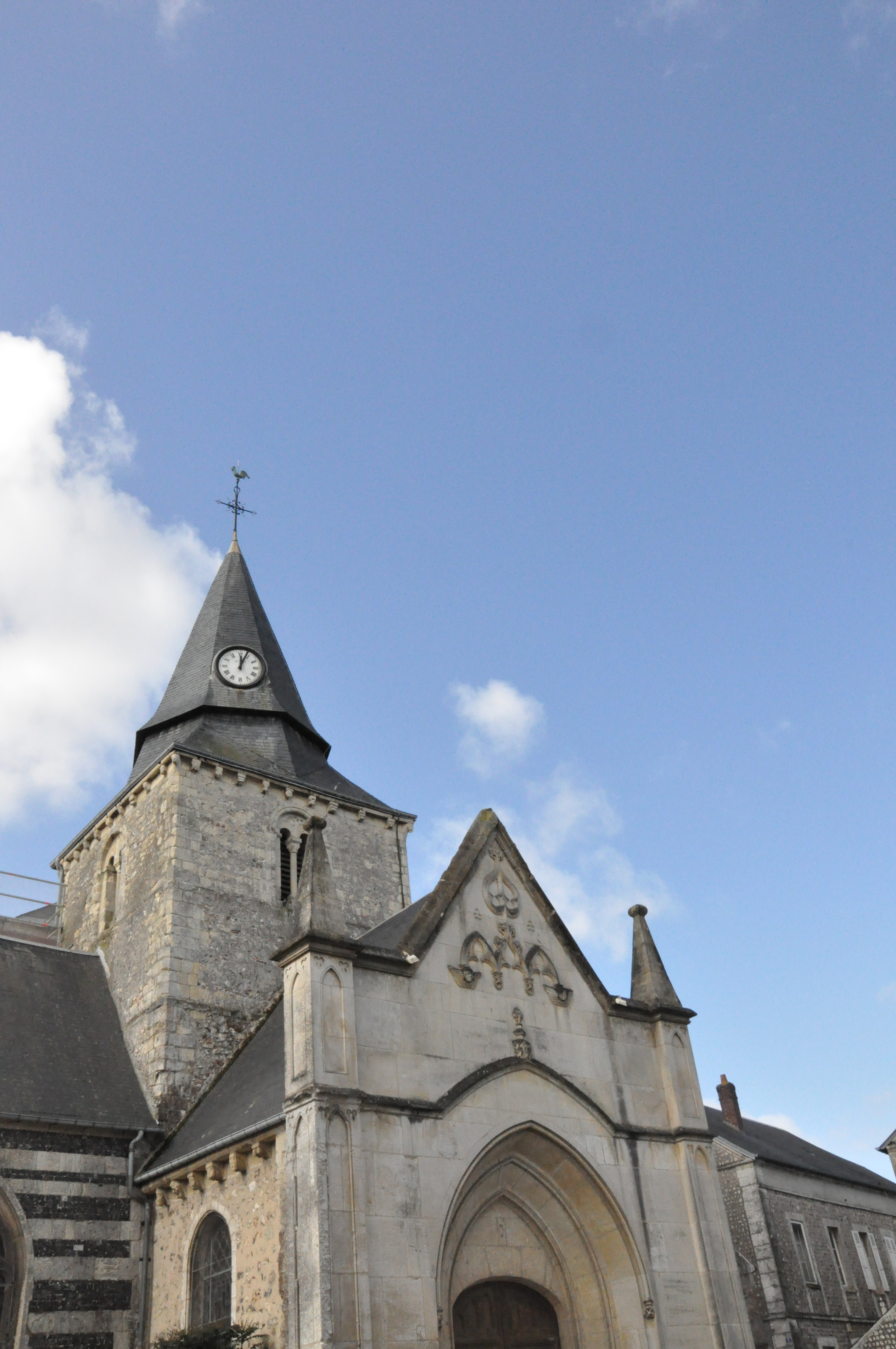
Église Notre-Dame-de-l'Assomption.
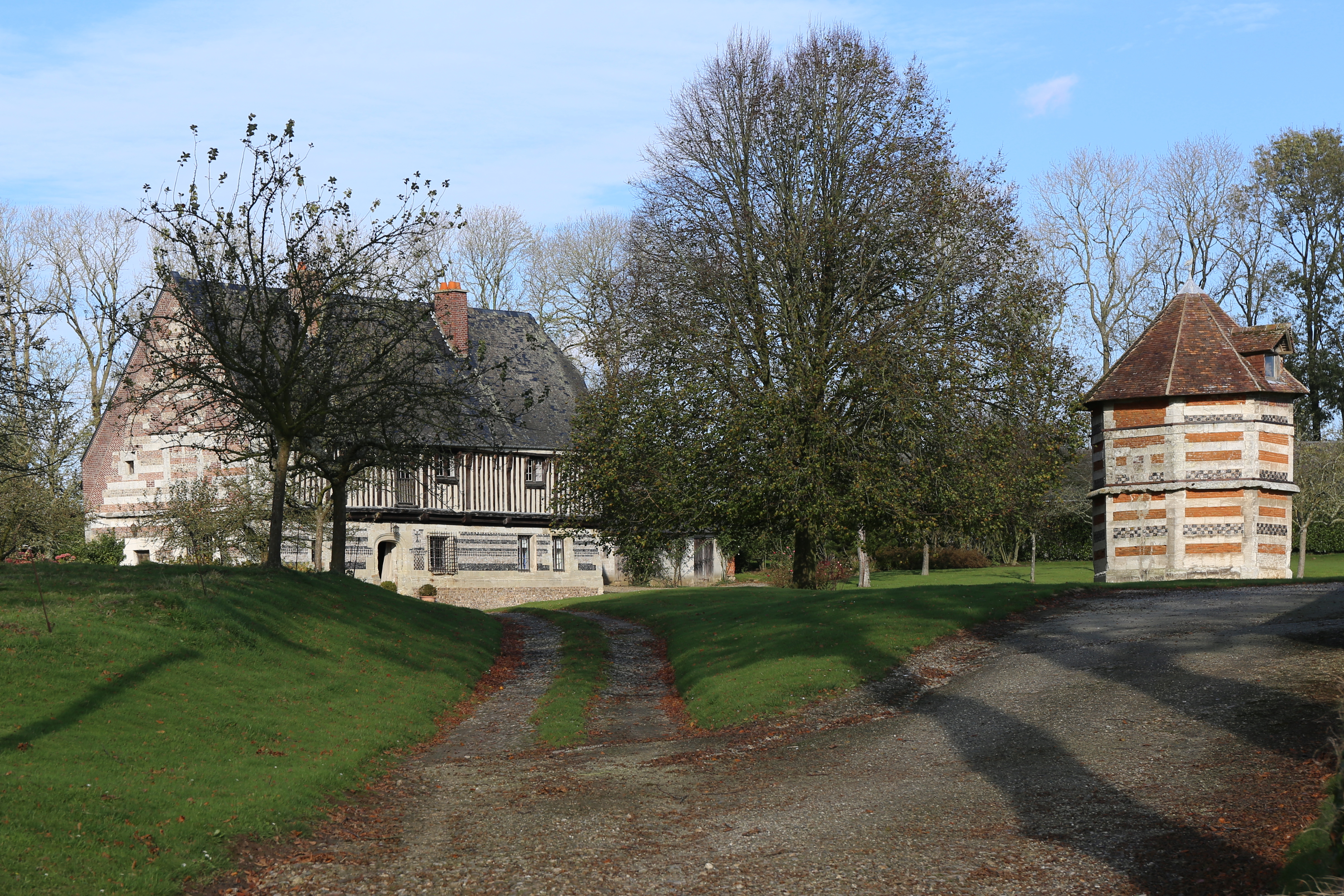
Manoir de l'Écluse.
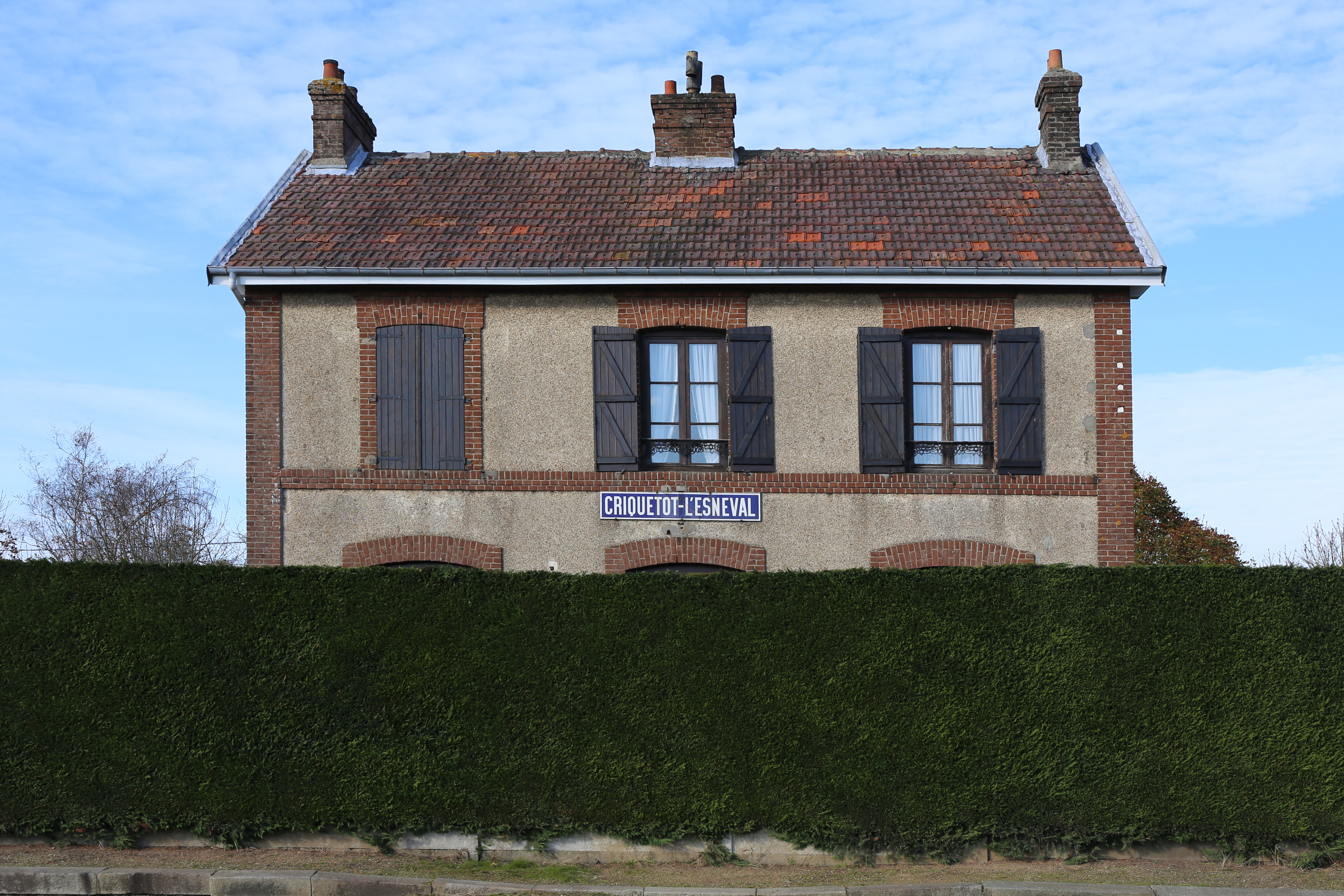
L'ancienne gare.
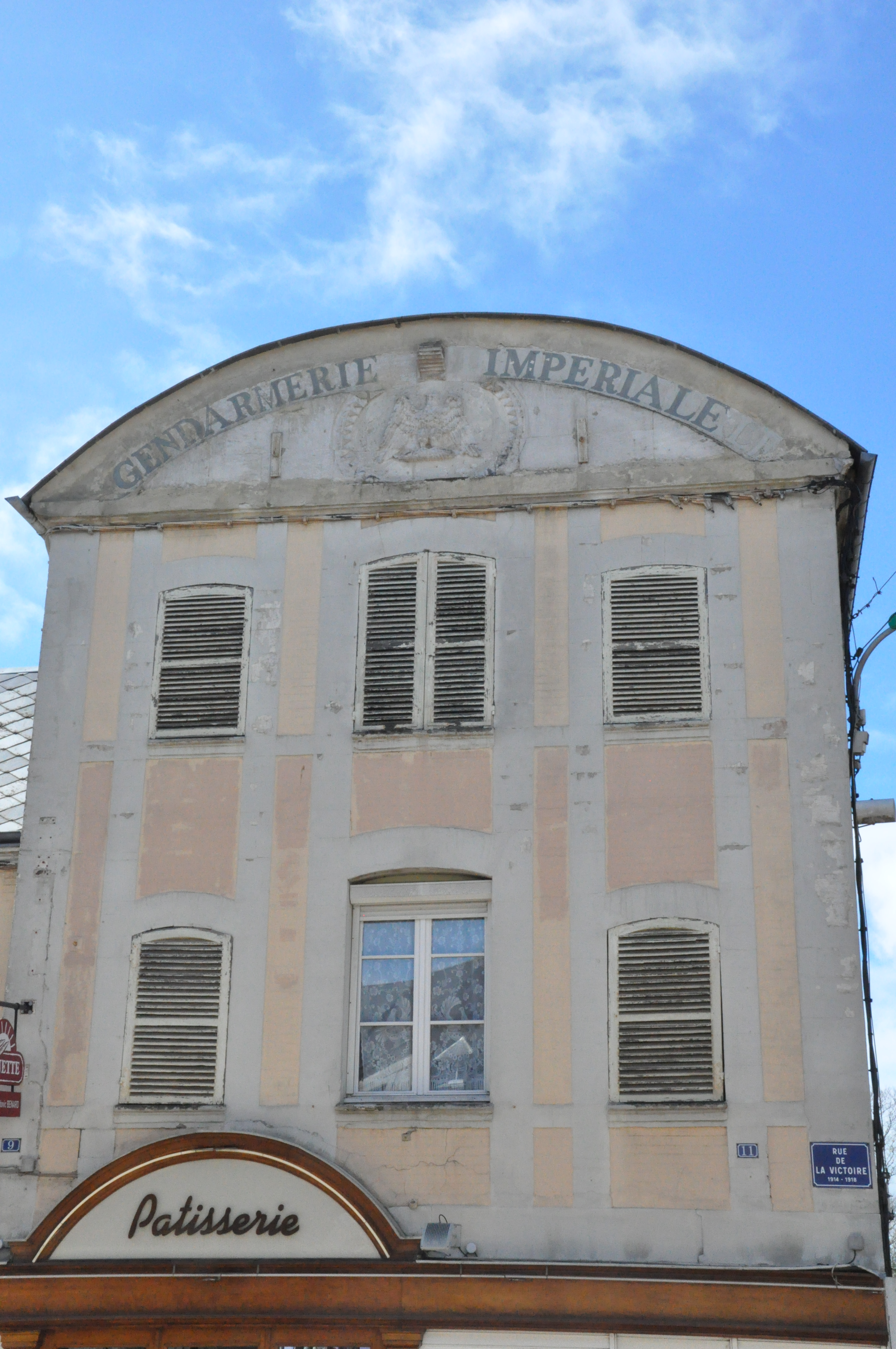
L'ancienne gendarmerie impériale.

### Personnalités liées à la commune
- Liste des seigneurs d'Esneval.
- Louis-Henri Baratte (1805-1872),  érudit français, y est né.